# Román Győző
Román Győző (Abafája, 1943. szeptember 10. – Bukarest, 2022. július 24.) romániai magyar újságíró, szerkesztő, Lázár Edit férje.

## Életútja
Középiskoláit a kolozsvári Brassai Sámuel Líceumban végezte (1961), majd a Babeș-Bolyai Egyetemen szerzett közgazdasági diplomát (1968). Később elvégezte a bukaresti Ștefan Gheorghiu Akadémián az újságíró szakot (1981). 1968–89 között a bukaresti Előre szerkesztője, 1984-től a közügyi, majd a mezőgazdasági rovat vezetője. 1989. december 22-én a diktatúra bukása utáni Romániai Magyar Szó egyik újraindítója; 1992-ig szerkesztőbizottságának tagja. 1993–1996 között a Bukarestben megjelenő Orient Express főszerkesztője. Közben átmenetileg szerkesztette 1992-ben a Változó Valóságot, 1993-ban a rövid életű Üzleti Ötletek című közgazdasági lapot. 1996 nyarától főmunkatársa a nagyváradi Erdélyi Naplónak és a Székelyudvarhelyen megjelenő Pulzus című közgazdasági hetilapnak. 2008-tól kezdve nyugdíjasként a Székely hírmondó külmunkatársa. 1990–1992 között a Magyar Újságírók Romániai Egyesülete (MÚRE) alelnöke, 1992–1996 között pedig a MÚRE szociális bizottságának elnöke. 1997-ben nyugdíjba vonult.
A kolozsvári Házsongárdi temetőben nyugszik.

## Munkássága
Első írásaival (mesékkel) még egyetemi hallgató korában, a Napsugárban jelentkezett (1963), később saját lapjain kívül riportokat közölt a Falvak Dolgozó Népében és az Új Életben is: beszámolt az 1970-es árvízről Szatmárról, az 1977-es bukaresti földrengésről, a nyolcvanas évek árvizeiről az Al-Duna mentén, az 1989. december 21-ével kezdődő bukaresti eseményekről, amelyeknek résztvevője is volt. Tudósítást írt az 1990-es marosvásárhelyi pogrom után a súlyosan bántalmazott Sütő András betegágyától (Sütő András: Naplójegyzetek. 1990. RMSZ-zsebkönyvek), interjút készített Király Károllyal (újraközölve Király Károly: Nyílt kártyákkal. Budapest 1995). 1990 után az Orient Express című lapban rendszeresen tudósított a román parlamentben folyó munkáról, az ottani eseményekről.
Szerkesztője volt az Előre Kiskönyvtárának, valamint az 1990-ben indított RMSZ-zsebkönyveknek. E sorozatok, valamint a Kriterion Könyvkiadó számára több riportkötetet szerkesztett; ezekben saját írásai is megjelentek: Ide besüt a nap, 1975; Hazánk új arculata, 1986; Jövőépítők, 1987; Augusztusi képek, 1989; Szeretni a földet, 1989; Húsvéti ajándék, 1990 (Cseke Gáborral és Koncz Gézával).
2005-ben a Reinhart Erzsébettel és Lázár Edittel szerkesztett Magyar–román szótárt, 2015-ben pedig a Lázár Edittel szerkesztett Román–magyar szótárt jelentette meg.
2018-ban Pokoli főpróba, 2019-ben Az öregség ifjúsága, 2021-ben Vérrózsa a falon címmel jelent meg verseskötete, mindhárom a bukaresti CAROCOM könyvkiadónál.
Főleg az Előrében megjelent írásai közül többet román, szerb és német nyelvre is lefordítottak.
Álnevei: Asztalos Viktor, Abafái István, Anonymus, Ergyé, Pretori György, Régeni István, Szilviczky János.

## Művei
- Reinhart Erzsébet-Mária, Lázár Edit, Román Győző (szerk.) Magyar-román szótár, Bukarest,  Carocom, 2005
- Lázár Edit, Román Győző (szerk.) Román-magyar szótár, Bukarest,  Carocom, 2015